# أدمير محمدي
ادمير محمدي مواليد 16 مارس عام 1991م في غوستيفار بجمهورية مقدونيا ، لاعب كرة قدم سويسري الجنسية ويلعب بنادي باير ليفركوزن الألماني، كما يلعب لـمنتخب سويسرا لكرة القدم في البطولات الدولية .

## روابط خارجية
- أدمير محمدي على موقع الاتحاد الدولي (مؤرشف)  (الإنجليزية)
- أدمير محمدي على موقع الاتحاد الأوربي (الإنجليزية)
- أدمير محمدي على موقع اتحاد تركيا (لاعب) (الإنجليزية)
- أدمير محمدي على موقع اتحاد أوكرانيا (الإنجليزية)
- أدمير محمدي على موقع إي إس بي إن إف سي (الإنجليزية)
- أدمير محمدي على موقع قاعدة بيانات كرة القدم.إي يو (الإنجليزية)
- أدمير محمدي على موقع ناشيونال فوتبول تيمز (الإنجليزية)
- أدمير محمدي على موقع Soccerbase.com (لاعب) (الإنجليزية)
- أدمير محمدي على موقع Soccerway.com (الإنجليزية)
- أدمير محمدي على موقع عالم كرة القدم.نت (الإنجليزية)